# Bandar Seri Begawan
Bandar Seri Begawan  (tot 1970 Brunei Town geheten) is de hoofdstad van het Aziatische sultanaat Brunei. In 1995 bedroeg het totaal aantal inwoners circa 46.000. Het is de woonplaats van sultan Hassanal Bolkiah.
De stad bestaat uit twee delen:
- Bandar Seri Begawan, en
- Kampong Ayer

## Geschiedenis
In de 7e eeuw was het gebied al bewoond, al lag de hoofdstad niet steeds op dezelfde plaats als tegenwoordig. Met de bouw van de huidige stad werd begonnen in 1906, toen de Britse resident McArthur mensen aanmoedigde om zich op een nieuwe landaanwinning aan de westoever van de rivier de Brunei te vestigen.
Tot 3 oktober 1970 heette de stad Brunei Town.

## Economie
In de stad zijn bedrijven in meubels, textiel, kunstnijverheid, en hout gevestigd. Daarnaast wordt er aardolie en aardgas verhandeld.
Door de stad loopt de rivier de Brunei, die uitmondt in de Baai van Brunei. Hier bevindt zich de haven, die geschikt is voor oceaanschepen.

## Bezienswaardigheden
- Lapau Royal Ceremonial Hall gelegen in Jalan Kianggeh. De Lapau Royal Ceremonial Hall wordt gebruikt voor koninklijke traditionele ceremonies. De sultan Hassanal Bolkiah is hier gekroond op 1 augustus 1968.

Het interieur van Lapau en de troon van de sultan zijn gedecoreerd met goud. Hier is ook de Dewan Majlis. Om het gebouw te bezoeken moet men toestemming aanvragen.
- Graf van sultan Bolkiah in Kota Batu.
- Graf van sultan Sharif Ali in Kota Batu.
- Koninklijk Mausoleum (Makam Di-Raja) gelegen nabij een van de banken van Sungei Brunei achter warenhuis Soon Lee Megamart aan de Mile One, Jalan Tutong. Het Royal Mausoleum en de begraafplaats worden al voor vele generaties van de sultans gebruikt.

In het mausoleum liggen de vier laatste sultans, Haji Sir Muda Omar Ali Saifuddin (1950–1967), gestorven in 1986, Ahmad Tajuddin Ibnu Sultan Muhammad Jamalul Alam (1924–1950), Muhammad Jamalul Alam Ibnu Sultan Hashim (1906–1924) en Hashim Jalilul Alam Putera Sultan Omar Ali Saifuddin II (1885–1906). Ook leden van de koninklijke familie uit die tijd liggen er begraven.

## Moskeeën
- Sultan Omar Ali Saifuddin-moskee gebouwd in 1958, een van ’s werelds grootste en bekendste moskeeën.[1]
- Jame'asr Hassanil Bolkiah Moskee, de grootste moskee in Brunei. Hij is gebouwd voor de 25ste verjaardag van de sultan. Hij is ook bekend als de Kiarong Moskee.

## Musea
- Brunei Museum
- Malay Technology Museum Het museum is geopend in 1988.
- Royal Regalia Building in Jalan Sultan, een museum dat veel voorwerpen van en over sultan Hassanal Bolkiah toont o.a. onderscheidingen, juwelen en kronen. Ook zijn er documenten over zijn leven.
- Geschiedeniscentrum van Brunei. Dit is een museum in Jalan Sultan in Brunei. Het is gelegen naast het Royal Regalia Building. Het is geopend in 1982 en gaat over de geschiedenis van Brunei, met onder andere de genealogie en de geschiedenis van de (vorige) sultans en de koninklijke familie van Brunei.
- Postzegelmuseum van Brunei, gevestigd in een postkantoor in Jalan Sultan.
- Bubongan Duabelas is gelegen in Jalan Residency. Het is gebouwd in 1906 en was de voormalige residentie van de Britse residenten en hoge commissarissen in Brunei. Het is een van de oudste gebouwen in Bandar Seri Begawan. Er zijn tentoonstellingen over de relatie tussen het sultanaat Brunei en Groot-Brittannië.
- Kunst en handwerk Centrum, gelegen in Jalan Residency, geopend in 1980. Er zijn onder andere handwerken en kunst te zien zoals zilverwerk, houtsnijwerk, songkokpetten, weven.

## Gezondheidszorg
Raja Isteri Pengiran Anak Saleha Hospital is een ziekenhuis in Bandar Seri Begawan en het grootste ziekenhuis in Brunei. Het is geopend op 28 augustus 1984. Het is 170.000 m² groot en ligt op minder dan 1 km van het centrum.

## Onderwijs
Universiteit Brunei Darussalam is een universiteit sinds 1985 in Bandar Seri Begawan. Er zijn 12 studierichtingen en circa 2800 studenten.

## Verkeer en vervoer
Brunei International Airport is de internationale luchthaven van Bandar Seri Begawan.